# Nicolaus Friedreich

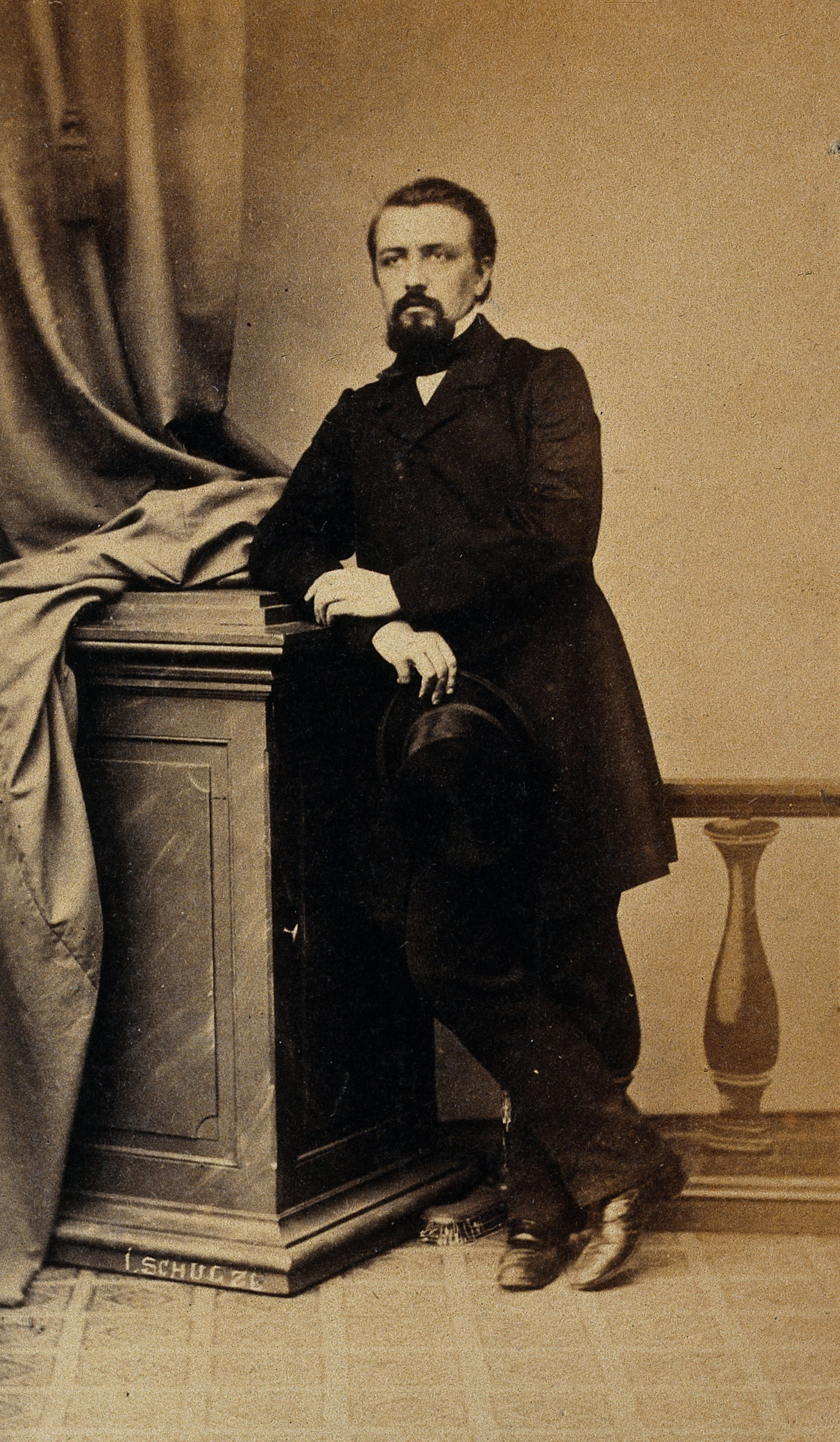
Nicolaus Friedreich

Nicolaus Friedreich, (normiert) auch Nikolaus Friedreich geschrieben (* 31. Juli 1825 in Würzburg; † 6. Juli 1882 in Heidelberg) war ein deutscher Pathologe, Internist und Neurologe sowie Hochschullehrer in Würzburg und Heidelberg.

## Leben
Nicolaus Friedreich war der dritte berühmte Arzt seiner Familie. Sein Vater war der Würzburger Medizinprofessor und Gerichtsarzt Johann Baptist Friedreich (1796–1862), sein Großvater der Pathologe Nicolaus Anton Friedreich (1761–1836), der die Fazialislähmung (englisch Bell’s palsy) beschrieb.
Friedreich studierte in Würzburg an der Julius-Maximilians-Universität von 1844 bis 1850 Medizin, mit einer kurzen Unterbrechung von einem Semester 1847 in Heidelberg bei Jakob Henle. Im Jahre 1845 schloss er sich dem Corps Rhenania Würzburg an. Der Hofrat Carl Friedrich von Marcus (1802–1862), Albert Kölliker, Franz von Rinecker sowie Virchow waren seine wichtigsten Lehrer. Mit Carl Gegenbaur, einem Kommilitonen, war er befreundet. Beide verfassten im Jahre 1848 eine Arbeit Über den Schädel des Axolotl.
Nach seiner Promotion bei Kölliker im Jahre 1850 war er 1850/1851 bis 1852 als Zweiter Assistent (zusammen mit Carl Gegenbaur als Drittem Assistenten), 1851 auch als Assistent in der Psychiatrischen Klinik, und 1852/1853 (in Nachfolge von Christoph Klinger, welcher später Obermedizinalrat in München wurde, und als Vorgänger von Anton Biermer) als Erster Assistent des Medizinprofessors Marcus in der Medizinischen Klinik des Juliusspitals tätig.
Unter der Patronage des Physiologen Albert von Kölliker und des Pathologen Rudolf Virchow habilitierte er sich dort 1853 für Spezielle Pathologie und Therapie.
Als Rudolf Virchow 1856 Würzburg verließ und an die Charité in Berlin ging, wurde Friedreich kommissarischer Leiter der Würzburger Pathologie und 1857 außerordentlicher Professor für Pathologie und pathologische Anatomie. Nachdem August Förster 1858 zum Nachfolger von Virchow berufen worden war, wurde Friedreich ordentlicher Professor für Pathologie und Therapie sowie von 1858 bis 1882 Direktor der Medizinischen Klinik an der Universität Heidelberg. Würzburg verließ er am 29. März 1858.
Zu Friedreichs Schülern gehörten Adolf Kussmaul, Wilhelm Erb, Richard von Krafft-Ebing und Friedrich Schultze. 1863 beschrieb er mit seiner Arbeit Über degenerative Atrophie der spinalen Hinterstränge eine Ataxie, die später Friedreich'sche Ataxie genannt wurde. Es gelang ihm, diese Erkrankung von der spinozerebellaren Heredoataxie zu unterscheiden. 1881 beschrieb Friedreich die multiplen Paralysen und führte die Bezeichnung „Myoklonus“ in die Neurologie ein. Im Jahr 1875 führte er die chronische Entzündung der Bauchspeicheldrüse auf Venenstauung, Sekretstauung und Alkoholabusus zurück. Besondere Aufmerksamkeit widmete er auch den Herz- und Kreislaufkrankheiten. Auf ihn geht auch das sogenannte „Friedreich-Zeichen“, ein kurzzeitiger steiler Abfall des Jugularvenenpulses bei Rechtsherzinsuffizienz oder Panzerherz, zurück. Im Jahr 1880 wurde Friedreich zum Mitglied der Leopoldina gewählt. Friedreich war von ärztlicher Seite der Erbauer des alten Universitätsklinikums Heidelberg an der Voßstraße. Er war Mitglied der Gesellschaft Deutscher Naturforscher und Ärzte.

## Ehrungen
Nach Friedreich war in der Medizinischen Abteilung der Universitätsklinik Heidelberg (Ludolf von Krehl Klinik) an der Bergheimer Straße eine Patientenstation benannt. Seit dem Umzug im Jahr 2004 in das Klinikgelände im Neuenheimer Feld erinnert eine Schautafel im Foyer der Medizinischen Universitätsklinik an Nicolaus Friedreich.

## Schriften (Auswahl)
- Bericht über 33 im Juliushospitale abgelaufene Fälle von Abdominaltyphus. In: Verhandlungen der Würzburger Physikalisch-Medizinischen Gesellschaft. Band 5, 1855, S. 271–331.
- Ein neuer Fall von Leukämie. In: Virchows Archiv für pathologische Anatomie und Physiologie und für klinische Medicin. (Berlin) 1857, 12, S. 37–58.
- Die Krankheiten der Nase, des Kehlkopfes, der Trachea, der Schild- und Thymusdrüse. In: Virchows Handbuch der speciellen Pathologie und Therapie. 1858.
- Ein Beitrag zur Pathologie der Trichinenkrankheit beim Menschen. In: Virchows Archiv für pathologische Anatomie und Physiologie und für klinische Medicin. (Berlin) 1862, 25, S. 399–413.
- Die Krankheiten des Herzens. In:  Virchows Handbuch der speciellen Pathologie und Therapie. Erlangen 1854, Band 5, 1. Abteilung, S. 385–530; 2. Auflage, F. Enke, Erlangen 1867.
- Ueber degenerative Atrophie der spinalen Hinterstränge. In: Virchows Archiv für pathologische Anatomie und Physiologie und für klinische Medicin. (Berlin), 1863, (A) 26: S. 391 und 433.
- Ueber Ataxie mit besonderer berücksichtigung der hereditären Formen. In: Virchows Archiv für pathologische Anatomie und Physiologie und für klinische Medicin. (Berlin) 1863.
- Die Heidelberger Baracken für Krigesepidemien während des Feldzuges 1870 und 1871. Heidelberg 1871.
- Ueber progressive Muskelatrophie, über wahre und falsche Muskelatrophie. Berlin 1873.
- Der acute Milztumor und seine Beziehungen zu den acuten Infektionskrankheiten (Volkmanns Sammlung klinischer Vorträge). Leipzig 1874.
- Die Krankheiten des Pankreas. Leipzig 1875.
- Paramyoklonus multiplex. In: Virchows Archiv für pathologische Anatomie und Physiologie, und für klinische Medicin. (Berlin) 1881, 86, S. 421–430.